# Petar I. Burbonski
Petar I. Burbonski (fr. Pierre Ier de Bourbon; 1311. – Poitiers, 19. rujna 1356.) bio je francuski plemić; grof Clermont-en-Beauvaisisa i La Marchea te drugi vojvoda Bourbona (1342. – 1356.). Poznat je po svom sudjelovanju u ranim bitkama Stogodišnjeg rata, 1337. godine. Bio je nazočan tijekom ustoličenja pape Klementa VI., 19. svibnja 1342. Tijekom ljeta 1342. Petar i grof Rudolf I. od Briennea su zajedno branili Francusku dok je kralj Filip VI. Sretni bio u Bretanji.
Dana 19. rujna 1356. Petar je ubijen u bitci kod Poitiersa.

## Obitelj
Vojvoda Petar je bio sin i nasljednik vojvode Luja I. Petrova je majka bila Marija od Avesnesa, a mlađa sestra Marija, kneginja Ahaje. 25. siječnja 1336. Petar se oženio; njegova je supruga bila Izabela Valois (1313. – 1383.). Petrova i Izabelina djeca:
- Luj II. Burbonski
- Ivana Burbonska, kraljica Francuske
- Blanka Burbonska, kraljica Kastilje i Leona
- Bonne Burbonska
- Katarina (1342. – 1427.)
- Margareta Burbonska, gospa Albreta
- Izabela
- Izabela, časna sestra u Poissyju

## Životopis

### Rani život
Petar I. je rođen 1311. godine kao sin Luja I., prvog vojvode od Bourbona (Petar je bio drugi koji nosi tu titulu). Malo je toga poznato o njegovom djetinjstvu. Zna se da je živio sa svojim roditeljima, braćom i sestrama te da je bio katolik.
Sudjelovao je u nekoliko ranijih situacija Stogodišnjeg rata 1337. godine. U ljeto 1339. sudjelovao je u borbi gdje je propao plan biskupa od Beauvalaisa da osvoji Bordeaux, koji je u to doba bio pod kontrolom Engleske. 
U jesen 1341. sudjelovao je u kampanji Ivana II. u Bretanji, francuskoj pokrajini koja je tada bila pod engleskom vlašću.
Bio je prisutan na krunidbi pape Klementa VI. 19. svibnja 1342.  U ljetu iste godine je zajedno s grofom od Eua branio Francusku od napada iz sjevernih grofovija pod engleskom vlašću, dok je kralj Filip VI. ratovao u Engleskoj. Te godine je postao i vojvoda.
U kolovozu 1343. je zajedno s grofom od Albona sudjelovao na mirovnoj konferenciji u Avignonu, ali je to bilo beskorisno, većinom zbog tadašnjeg engleskog kralja Edvarda III., koji je odbijao pristati na francuske mirovne uvjete.

### Namjesnik u Languedocu
8. kolovoza 1345. kralj Filip VI. je pozvao Petra i rekao mu da će ga postaviti kao namjesnika u jednoj grofoviji na jugu Francuske. No njegov protivnik je bio Henrik, tada grof od Derbyja (a kasnije i vojvoda od Lancastera), koji je iskrcao cijelu svoju vojsku u gradu Bordeauxu dan kasnije, s ciljem da zaustavi Petra, pobijedi ga u bitci i on bude gospodar Languedoca.
Petar I. je otišao u Languedoc u rujnu, mjesec dana kasnije, kako bi preuzeo tu titulu. No dočekao ga je Henrik i započeo bitku. No Henrik je pobijedio francusku vojsku i osvojio grad Bergerac. Petar je poslao glasnike u mjesto Angouleme i okupio novu vojsku, kojom je zapovjedao vojvoda od Normandije, kasnije poznat kao francuski kralj Ivan II. Nova borba je počela 21. listopada, i grof od Derbyja je ponovo pobijedio. Čuvši to vojvoda od Normandije je otišao a vojska se raspala.
Grof od Derbyja je iskoristio zbunjenost i nedostatak zapovjednika te je osvojio tvrđavu La Reole. Petar je opet pokušao pobijediti Henrika, ali nije uspio a mnogi vojnici su poginuli. Ivan I., grof od Armagnaca je također pokušao pobijediti Henrika, ali ni on nije uspio.
Napokon, u zimi 1346. Petar je skupio novu vojsku zajedno s biskupom od Beuvaisa, koja je bila u gradu Toulouseu. Papa Klement ih je financirao, želeći se osvetiti jer je grof od Derbyja uhvatio i zatočio njegovog nećaka. Princ Ivan im je poslao i mnoge plemiće: grofa od Eua, vojvodu od Burgundije, grofa od Brienne... Pridružio im se i Ivan II., no on je uskoro morao ići pomoći na sjever u Normandiju boriti se protiv Edwarda III... A Petar nije postao kraljev namjesnik.

### Misije i bitke
U lipnju 1347. je sudjelovao u pregovorima oko Calaisa. Idućih godina je također sudjelovao na mnogobrojnim misijama, kao što je posjet kralju Karlu od Navare u veljači 1354. godine.
Sudjelovao je u Bitci za Poitiers 19. rujna 1356. godine, gdje je bio jedan od zapovjednika. Petar je poginuo u toj bitci te je sahranjen u pariškoj Crkvi Sv. Jakova.